# Добкин, Александр Иосифович
Александр Иосифович Добкин (16 августа 1950, Ленинград — 18 августа 1998, Санкт-Петербург) — советский и российский историк, редактор, издатель.

## Биография
В 1972 году окончил химический факультет ЛГУ. В 1972-74 годах стажёр-исследователь лаборатории химии белка Института белка Биологического центра АН СССР в Пущино (Московская область). В 1974-76 годах работал в Биологическом НИИ ЛГУ. В 1976-86 годах преподавал в школе, в том числе в вечерней школе для взрослых. В 1986-90 годах работал в НИИ гриппа. 
Одновременно с работой по специальности во второй половине 1970-х годов был одним из основателей, редакторов и составителей самиздатского исторического сборника «Память». Затем он был соредактором и автором исторических сборников «Минувшее», которые стали издаваться в Париже с 1986 года под редакцией Владимира Аллоя.
С 1990 года до 1995 года был директором, затем, до конца жизни — главным редактором издательства «Феникс», был членом редколлегии, автором и редактором исторических сборников «Минувшее», «Звенья», «Лица», «Невский архив», серии «In memoria».
Он занимался изучением наследия Николая Анциферова, в 1989 году был одним из инициаторов учреждения «Анциферовских чтений», в 1992 году занимался подготовкой и изданием книги воспоминаний Анциферова «Из дум о былом».
Похоронен на Еврейском кладбище Санкт-Петербурга.

## Публикации
- Н. П. Анциферов: Материалы к биобиблиографии // Анциферовские чтения: Материалы и тезисы конференции (20—22 декабря 1989 г.). — Л., 1989. С. 9-23.

Публикации и комментарии:
- Лопухин В. Б. После 25 октября // Минувшее (Исторический альманах). Т. 1. — Париж, 1986; M., 1990.
- Саентицкий В. П. Предсмертные письма // Там же.
- Бабина Б. А. Февраль 1922 // Минувшее. Т. 2. — М., 1990,
- Аркавица В. Сухорукова-Спектор и суд над бакинскими с.-р. // Там же. Гайдар А. Письмо к Р. Фраерману // Минувшее. Т. 3. М., 1991. Аксакова Т. Л. Дочь генеалога // Минувшее. Т. 4. — M., 1991.
- Аскольдов С. А. Письма к А. А. Золотареву // Минувшее. Т. 9. М., 1992 (совм. с А. А. Сергеевым). Лишенцы // Звенья (Исторический альманах). Вып. 2. — М.: СПб., 1992.
- Анциферов Н. Из дум о былом: Воспоминания. — М., 1992.
- Амфитеатров и Савинков: переписка 1923—1924 // Минувшее. Т. 13. — М., 1993 (совм. с Э. Гарэтто и Д. Зубаревым).
- «В четвёртом измерении пространства…»: Письма Н. А. Бердяева к кн. И. П. Романовой. 1931—1947 // Минувшее. Т. 16. — М., 1994 (совм. с В. Аллоем).
- In memoriam (Исторически сб. памяти Ф. Ф. Перчёнка) / Сост. А. Добкин, М. Сорокина. — М.; СПб., 1995.
- «Парижский философ из русских евреев»: Письма М. Алданова к А. Амфитеатрову // Минувшее. Т. 22. — СПб., 1997 (совм. с Э. Гарэтто)
- Соколов-Кречетов С. А. От «Золотого руна» к «Русской правде» // In memoriam (Исторический сб. памяти А. И. Добкина). — СПб.; Париж, 2000.